# Thuộc địa vương thất Sarawak
Thuộc địa vương thất Sarawak (tiếng Anh: Crown Colony of Sarawak) là một thuộc địa vương thất của Đế quốc Anh trên đảo Borneo. Nó được thành lập vào năm 1946, không lâu sau sự tan rã của Chính quyền quân sự Anh. Nó được kế tục bởi tiểu bang Sarawak thông qua việc thành lập Liên bang Malaysia vào ngày 16 tháng 9 năm 1963.